# Dymasius gilvago
Dymasius gilvago är en skalbaggsart som beskrevs av Holzschuh 1999. Dymasius gilvago ingår i släktet Dymasius och familjen långhorningar. Inga underarter finns listade i Catalogue of Life.